# Timerliit (Maniitsoq)
Timerliit [tˢiˌmɜˈɬːiːt] (nach alter Rechtschreibung Timerdlît) ist eine wüst gefallene grönländische Siedlung im Distrikt Maniitsoq in der Qeqqata Kommunia.

## Lage
Timerliit liegt an der Südküste der Halbinsel Timerliit Nunaat an der Mündung des Kangerlussuatsiaq (Evighedsfjord). Vor dem Ort befinden sich mehrere Inseln, von denen die größten Maniitsorsuaq und Illutalik sind. Acht Kilometer westlich befindet sich Kangaamiut.

## Geschichte
Timerliit wurde vor 1875 besiedelt. In früheren Zeiten war der Ort ein Udsted, verlor den Status aber irgendwann. Ab 1911 gehörte Timerliit zur Gemeinde Kangaamiut.
1918 lebten 37 Personen am damaligen Wohnplatz, die in sieben Häusern lebten. Die Häuser waren unglaublich schlecht und elendig gebaut. Die Wände waren nass und der Boden sumpfig. In vielen Häusern fand sich nichts außer einem Urineimer. Ein Leser unterrichtete die Kinder in seinem Wohnhaus. Die Bewohner lebten von der Robben- und Rentierjagd. Es gab sieben Jäger und einen Fischer.
1939 erhielt Timerliit eine vergleichsweise große Schulkapelle. Zu diesem Zeitpunkt lebten knapp 70 Menschen im Ort. 1944 erreichte die Einwohnerzahl mit 79 Personen ihr Maximum. Bis 1950 fiel die Einwohnerzahl auf 33 Personen. Im selben Jahr wurde Timerliit Teil der neuen Gemeinde Maniitsoq. 1956 verließen die letzten Menschen den Wohnplatz.